# Торговые отношения Ливии и ФРГ
Второе после Италии место как контрагент Ливии занимает ФРГ (16,3 % в 1990 г.). Экономическое сотрудничество между двумя странами особенно активно начало развиваться с 1975 г., когда было подписано межправительственное соглашение, в соответствии с которым фирмам ФРГ были предоставлены широкие льготы, включая отмену таможенных ограничений и двойного налогообложения при импорте товаров, свободный перевод валюты, обмен торгово-промышленной информацией, визовые льготы. Визит в Ливию в июне 1979 г. официальной делегации, включавшей 60 представителей деловых кругов ФРГ, дал новый импульс экономическим отношениям между двумя государствами. Активизировалась, в частности, деятельность западногерманских нефтяных корпораций «Веба», «Винторшалл», «Ю. К. Весселинг» и других, расширилось участие западногерманских фирм в развитии индустрии, транспорта, сельского хозяйства. Начала постоянно функционировать созданная в 1977 г. смешанная германо-ливийская комиссия по экономическому, научно-техническому сотрудничеству и торговле. К концу 1979 г. 60 западногерманских фирм открыли в Триполи свои представительства. Их участие в строительстве промышленных предприятий составляло 80 % стоимости всех проектов развития Ливии, а объём контрактов, подписанных только в 1971—1978 гг., равнялся 6130 млн долл.
По экспорту товаров в Ливийскую Джамахирию ФРГ также стоит на втором месте после Италии: в 1978 г. их было продано на 881 млн долл., к концу 1981 г. уже более, чем на 1 млрд долл. В 1978—1982 гг. 30 % западногерманского импорта в Ливию приходилось на транспортное оборудование, 15 % — на энергетическое, 15 % — на промышленные товары и около 10 % — на продовольствие. В свою очередь, экспорт ливийской нефти в ФРГ в 1972 г. оценивался в 1846 млн долл. и составлял 200 тыс. баррелей ежесуточно (17,5 млн т в год). Этот уровень сохранялся до 1992 г., то есть до введения санкций ООН. Западногерманские строительные фирмы участвовали в сооружении многих промышленных объектов в Ливии. В частности, они осуществляли разработку проекта и сооружение завода по производству тяжелой воды, электростанции в Тобруке (стоимость контракта — 144,2 млн долл.), металлургического комплекса в Мисурате (1 млрд долл.) и др. Фирма «Дойче Бабкот» являлась генеральным подрядчиком строительства электростанции и опреснительной установки в Хомсе (613 млн долл., введена в строй в 1982 г.). Эта же фирма участвовала в комплектовании оборудования электростанции и строительстве четырёх госпиталей в Бенгази (240 млн долл.).
Компания «Сименс», начиная с 1975 г., занималась развитием телефонной сети, часть которой (100 тыс. телефонных каналов) в 1980 г. была сдана в эксплуатацию. Фирма «Демаг» входит в консорциум по расширению строительства химического комплекса в Бу-Каммаш (487 млн долл.). «Магирус-Дойче» с 1977 г. ежегодно поставляет в Ливию 100 автобусов (11,7 млн долл.). В 1981 г. при техническом содействии фирмы «Хуш текла» построены шинный (32 млн долл.) и авторемонтный (20 млн долл.) заводы. Фирма «Рейтербау» построила университетский комплекс Гар-Юнес в Бенгази (69,6 млн долл.). Фирма «Бетонасфальт конструкцион» возвела новый город в Гадамесе (60 млн долл.), «Вейдеплан» — первую очередь жилых кварталов города Мисурата (100 млн долл.).
Начиная с 1978 г., фирма «Штрайф» поставляет в Ливию сборные жилые здания, построила учебный центр в Таджуре (близ Триполи), и второй такой же центр в Мисурате, а также учебные городки в Бенгази и пяти других крупных городах страны. Общая сумма контрактов, подписанных западногерманскими фирмами в Ливии, составила в 1978—1982 гг. 2 млрд долл. Наиболее крупными стали контракты на строительство промышленных предприятий, объектов инфраструктуры и комплексных жилых массивов. В 1990 г. в Ливии 177 работало около 2 тыс. западногерманских специалистов. Бонн проводит в отношении Ливии гибкую политику в целях максимального соблюдения своих экономических интересов, в первую очередь сохранения возможности получать нефть (Ливия ежегодно обеспечивает 15 % потребностей ФРГ в нефти) и иметь рынок для своих товаров. Ливия, в свою очередь, как заявил М. Каддафи в июне 1976 г. в интервью агентству ДПА, «в отношении ФРГ стремится постепенно разграничивать экономические связи и позицию на международной арене». Однако с 1986 г. под нажимом США, а с 1992 г. после ввода санкций ООН Бонн стал свертывать свои связи с СНЛАД.
В 1986 году произошло событие, которое на долгое время завело в тупик германо-ливийские отношения. 5 апреля 1986 года произошёл взрыв в западногерманской дискотеке Ла-Белль — одном из самых популярных мест отдыха американских военнослужащих. 5 человек погибли. Более 250 получили ранения. Существуют сведения, что американская разведка обладала точными данными о предстоящем взрыве, однако ничего ФРГ не сказала. А сама использовала факт взрыва как официальный повод для бомбардировки Ливии через 10 дней. В принципе, вина Ливии не доказана до сих пор. После этого, а особенно после взрывов американского самолета над Локерби в 1988 году и французского самолета UTA над небом Нигера со 150 пассажирами на борту в 1989 году, и обвинением Ливии в этих терактах привели к изоляции Ливии в середине 1990-х не только со стороны США, но и со стороны ООН и Евросоюза.
В данный период внешнеполитическая стратегия ФРГ в отношении стран-врагов Америки мало чем отличалась от позиции самих США. Поэтому ФРГ свела свои политические контакты с этой страной к минимуму.
Такого рода «застой» продолжался до 2001 года, однако, как известно ничто так не постоянно, как торгово-экономические интересы. Известен факт того, что экономические санкции 1992—1993 годов не запрещали торговать с Ливией. Особенно привлекательной для ФРГ оставался нефтяной сектор Ливии. Как известно, Ливийский нефтяной рынок практически полностью ориентирован на снабжение этим сырьём стран Европы, в частности — Италии, Германии, Испании, Франции, Великобритании, Бенилюкса и др., потребность которых в ливийской нефти оценивается в 1 млн баррелей в сутки, что составляет 77 % нефтедобычи этой страны (на начало 1999 г. Ливия добывала 1,3 млн баррелей в сутки). Ливия имеет все данные, чтобы привлечь нефтяные компании, планирующие осуществление недорогих проектов. Наличие довольно крупных месторождений, нуждающихся в разведке и разработке, в сочетании с хорошо развитой инфраструктурой для транспортировки нефти внутри страны и её экспорта в Европу является неплохой предпосылкой привлечения иностранных инвесторов.
Поэтому если политические контакты оставались замороженными, наметилась тенденция к продолжению экономического сотрудничества, несмотря на существовавшие санкции. Это касалось не только ФРГ, а Европы в целом.
Поэтому к концу XX века сложилась такая ситуация, когда, и Ливия и Европа понимали, что судьба санкций предрешена и поэтому ООН во многом закрывала глаза на множество нарушений их условий. Нужен был лишь встречный шаг со стороны Каддафи. Он согласился выдать двух обвиняемых в теракте над Локерби, и сразу же последовали ответные шаги со стороны Евросоюза. Канцлер Германии Герхард Шрёдер лично направил ливийскому руководству приглашение на апрельскую (1999 г.) встречу министров иностранных дел стран ЕС и Средиземноморья в Штутгарте. Это были первые симптомы урегулирования официальных двусторонних отношений.
Однако здесь существовала старая проблема — Ливия все ещё не взяла на себя ответственность за взрыв Западно-Берлинской дискотеки в 1986 году. 27 мая 2001 года журнал «Новое время», напечатал статью, где говорилось, что согласно немецкой газете «Франкфуртер альгемайне цайтунг», во время визита 17 марта советника канцлера ФРГ по внешнеполитическим вопросам Михеля Штайнера в Ливию, Каддафи признался, что Ливия приняла участие во взрыве дискотеки «La Belle». Первоначально, реакция на статью произвела эффект разорвавшейся бомбы — почему немецкий народ узнал это не от самого Штейнера, а лишь во время визита его в США.
Дальнейшие события последовали как по маслу. 10 августа 2004 года мировые СМИ сообщили о согласии Ливии выплатить компенсацию жертвам взрыва в германской дискотеке «Ла Белль» в 1986 году. В связи с этим представитель Главного народного комитета по внешним связям и международному сотрудничеству разъяснил агентству ДЖАНА, что никаких официальных переговоров по этому поводу между Джамахирией и Германией не было. Переговоры ведутся между Благотворительным фондом Каддафи и семьями пострадавших при взрыве. Сумма компенсации составила 35 миллионов долларов. Представитель германского правительства в своем заявлении отметил, что это проложило путь к нормализации двусторонних отношений, сообщив, что «в ближайшие недели» канцлер Германии Герхард Шрёдер отправится в Ливию с визитом. Местные аналитики полагают, что достижение консенсуса по вопросу компенсаций является результатом того, что Ливия и Германия необходимы друг другу как с политической, так и экономической сторон.
Германия может воспользоваться возникшей возможностью для получения ещё больше выгод при развертывании коммерческой и инвестиционной деятельности в Ливии. Германские инвесторы рассчитывают на подписание с ливийской стороной ещё больше контрактов благодаря нормализации двусторонних отношений. Ливия — важный поставщик нефти в Германию. 14 процентов годового импорта нефти ФРГ поступает из Ливии. По неполным данным статистики, запасы нефти Ливии превышают 36 млрд баррелей. Она для Германии, характеризующейся большой зависимостью от импорта энергии, несомненно, является важной нефтяной базой.
Наконец, вечером 14 октября 2004 в Триполи прибыл федеральный канцлер ФРГ Герхард Шрёдер. Он стал первым федеральным канцлером ФРГ, посетившим эту страну. Во время встречи с Г. Шрёдером лидер революции показал ему карту минных полей и укреплений, оставленных в Ливии нацистской Германией во время Второй мировой войны с июня 1940 по январь 1943 года. Шрёдер посетил месторождение нефти в муниципалитете аль-Вахат, где работает немецкая нефтедобывающая фирма Винтерсхалл. В ходе визита подписано несколько соглашений об экономическом сотрудничестве в области энергетики. На пресс-конференции по итогам своего визита в Ливию Герхард Шрёдер сообщил, что пригласил Муаммара Каддафи посетить Германию. Шрёдер подтвердил готовность Германии поставить в Ливию оборудование для обезвреживания противопехотных мин 40-х годов, а также участвовать в строительстве госпиталя для жертв мин.
Во время визита в Ливию канцлер Германии Герхард Шрёдер открыл добычу новой нефти на одном из пяти месторождений Wintershall, разработанных в этой стране. Канцлера Германии сопровождал гендиректор Wintershall Рейнир Звитсерлот.
Wintershall занимается разведкой и добычей нефти в Ливии с 1958 г. За это время она пробурила здесь 120 скважин и инвестировала около 1 млрд евро. В результате последних разведочных работ Wintershall открыла в Ливии ещё два новых месторождения. В ближайшие три года она собирается инвестировать в эту страну более 300 млн евро.
В связи с ростом добычи углеводородов наблюдательный совет Wintershall вчера принял решение о реорганизации структуры управления компанией. Он решил разделить подразделение разведки и добычи.
Wintershall — крупнейшая нефтегазовая компания Германии, полностью принадлежащая химическому концерну BASF. Основные районы добычи углеводородов — Северная Африка и Южная Америка. В прошлом году компания добыла 6,1 млрд м³ газа и 8,6 млн т нефти и конденсата. Её выручка в 2003 г. составила 5,3 млрд евро, прибыль после уплаты налогов — 433 млн евро. В Германии Wintershall имеет СП с российским «Газпромом», которое занимается строительством газопроводов и распределением газа. Немецкой компании в СП принадлежит 65 %, «Газпрому» — 35 %. Wintershall понравилось в Ливии. А глава местного подразделения включен в исполнительный совет компании
Норвежская Norsk Hydro и германская Wintershall AG (100%-ная дочерняя компания концерна BASF) подписали соглашение о сотрудничестве в области разведки и добычи нефти и газа в Ливии, говорится в сообщении Norsk Hydro.
«По условиям соглашения, Hydro станет оператором на эксплуатационном этапе, если на шельфе Ливии будут сделаны промышленные открытия», — приводятся в сообщении слова Хьетиля Сульбрекке (Kjetil B. Solbrække), главы отдела развития бизнеса Hydro Oil & Energy.
В сообщении отмечается, что Norsk Hydro и Wintershall также рассматривают перспективы проведения поисково-разведочных работ на средиземноморском побережье Ливии и в бассейне Сирте (Sirte) к востоку от Триполи.
На первом этапе сотрудничество будет включать подачу совместных заявлений на участие в лицензионном раунде EPSA-4 (exploration and production-sharing agreement — подрядное соглашение на разведку и добычу типа соглашения о разделе продукции).
«За прошедшие шесть месяцев Hydro рассмотрел различные проекты в Северной Африке. Соглашение стало результатом этой работы и может привести к значительному расширению нашей деятельности в Ливии», — сказал Х. Сульбрекке.
Визит Шрёдера был важной вехой в нормализации отношений. Отныне у Германии и Ливии не осталось обоюдно-неразрешенных проблем и причин для конфронтации. Отличительным моментом в этой нормализации явилось то, что оно прошло наперекор интересам Соединенных Штатов, которая, видя, сближение Европы с Северной Африкой, попыталась неоднократно этому помешать. Яркий пример тому — закон ДАмато от 1996 года.
Здесь выявилась линия противоречий между США и Европой в целом. В принципе, это закономерный процесс. Как отмечает Анатолий Уткин в книге «Американская империя»: «Западная Европа не может просто причислить Сирию, Ливию, Иран, Ирак к некой „оси зла“ и базировать на этом свою политику. Ведь речь идет о регионе-соседе, с которым у ЕС стабильные экономические отношения (не говоря уже об общем историческом прошлом). Европейский союз как раз именно сейчас развивает свою „средиземноморскую“ политику, создает основу введения всего этого региона в сень геополитического влияния Брюсселя. В результате возникает не только несовпадение интересов, а их определённое противостояние на региональном уровне».
26 апреля 2006 Томске состоялась встреча президента России Владимира Путина и канцлера Германии Ангелы Меркель. Ожидается, что по её итогам будут подписаны договора с немецкими партнерами в рамках обмена активами по проекту СЕГ. Имеется в виду соглашение о сотрудничестве с германским BASF и его дочерней компанией Wintershall о вхождении последней в проект разработки Южнорусского месторождения, где компания получит 35 %. В обмен Газпром увеличит с 35 до 50 % минус одна акция свою долю в европейском сбытовом СП WINGAS, а также получит доли участия в проектах дочерней компании BASF — Wintershall — в Ливии.